# آسوفو
اسوفو (به مجاری: Aszófő) یک شهرستان در مجارستان است که در ناحیه بالاتون‌فورد واقع شده‌است. اسوفو ۸٫۳۲ کیلومتر مربع مساحت و ۳۸۹ نفر جمعیت دارد.